# Pupille
Pour les articles homonymes, voir Pupille (homonymie).

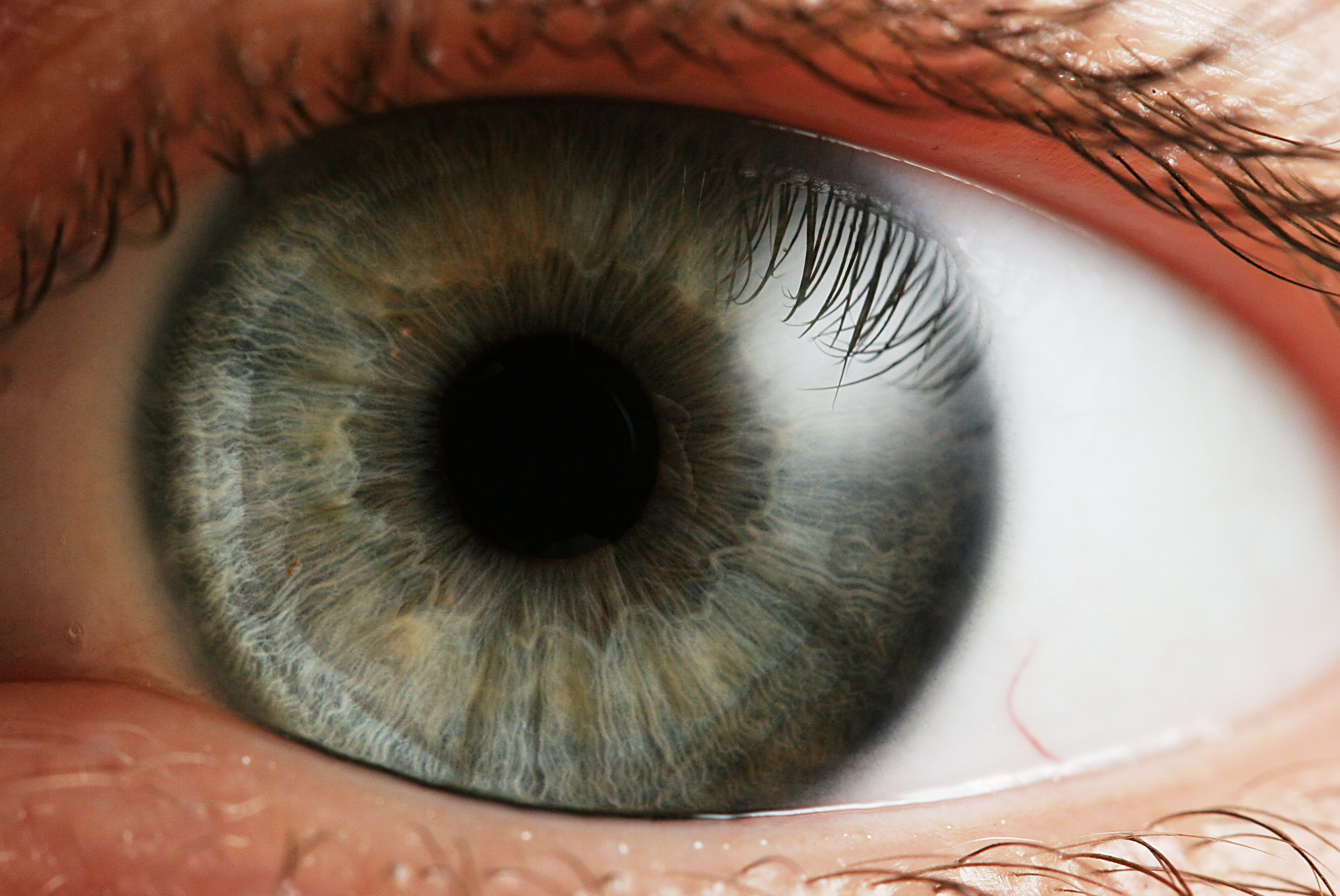
La pupille est la zone transparente au centre de l’œil (rond noir).

Dans l'œil, la pupille (ou prunelle) est le trou situé au milieu de l'iris. 

## Description

Contraction et dilation de la pupille.

On peut comparer la pupille au diaphragme d'un appareil photographique. Elle nous apparaît noire étant donné que la majorité de la lumière entrant dans l'œil est absorbée par les tissus, en particulier la rétine. 
Chez les humains et chez d'autres espèces animales, la taille de la pupille est contrôlée par des mouvements involontaires de contraction (myosis) et de détente (mydriase) du muscle de l'iris. Ces mouvements constituent le réflexe pupillaire qui permet de réguler l'intensité de lumière entrant dans l'œil. Les modifications normales (par exemple, lors d'une émotion forte) ou pathologiques (par exemple, en cas de prise de drogues) de l'état physiologique de l'organisme modifient aussi le diamètre pupillaire.

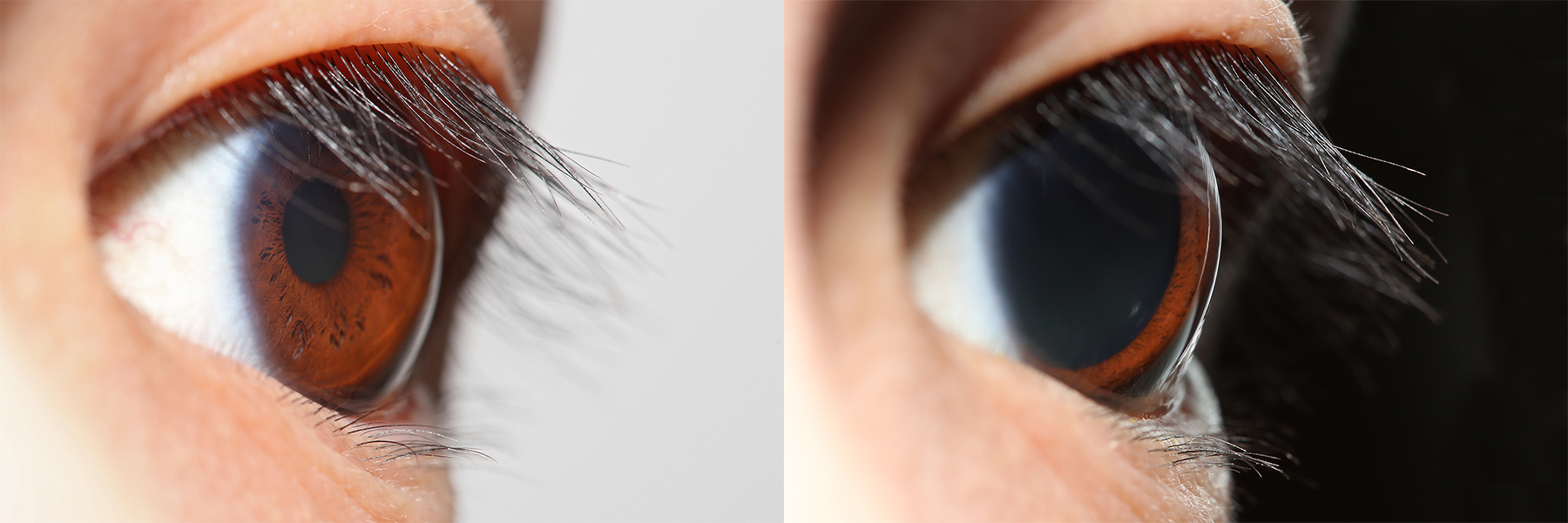
Le diamètre de la pupille peut varier considérablement en raison de divers facteurs (principalement le réflexe lumineux pupillaire), depuis une constriction jusqu'à 2 mm, jusqu'à une dilatation supérieure à 8 mm chez certains individus, bien que la dilatation maximale varie également considérablement selon les individus et diminue avec l'âge.

La forme de la pupille varie suivant les espèces, elles sont rondes chez les primates dont l'homme, elles sont dites « fendues » et orientées verticalement chez certains félidés ou les crocodiliens, elles sont orientées horizontalement chez les chèvres, et certains poissons-chats ont des pupilles de type annulaires. En optique, une pupille annulaire est un filtre passe-bande. Les raisons de la variation des formes de la pupille sont complexes. La forme se rapproche des caractéristiques optiques, c'est-à-dire de la lentille, de la forme et de la sensibilité de la rétine, donc des adaptations visuelles de l'espèce.
Quand un œil est photographié avec un flash, l'iris ne peut pas fermer la pupille assez rapidement et la rétine, riche en sang, est illuminée, occasionnant un effet d'yeux rouges.

## Pathologies chez l'humain
Il peut s'agir d'anomalies physiques et/ou neurologiques ou traumatiques,  induites par un médicament, une maladie, un traumatisme ou d'origine congénitales :
- pupilles petites, déformées ou décentrées[2] ;
- Syndrome des yeux de chat
- Effet de Stiles–Crawford
- Syndrome Holmes-Adie (Pupille tonique d'Adie)
- Mydriase ou Myosis
- Syndrome de Horner
- Pupille tonique
- Ophtalmoplégie interne de Hutchinson (paralysie des muscles intrinsèques de l’œil)
- Halo glaucomateux (cercle brillant autour de la pupille)
- Papilla volubilis qui est une anomalie vasculaire congénitale où le tissu glial est regroupé
- Corectopie, autre anomalie congénitale située hors du centre de l’iris
- Diplocorie (forme congénitalement anormale de l’iris)

## Forme de la pupille chez les animaux
Il existe plusieurs formes de pupilles dans le règne animal. Elle peut être verticale, horizontale, circulaire, ovale, ondulée. La question de la forme de la pupille a longtemps intrigué les scientifiques.
Selon certains chercheurs, la forme de la pupille déterminerait si l'on est un prédateur ou une proie. Ainsi les pupilles verticales seraient caractéristiques des prédateurs, et amélioreraient la vue en profondeur, permettant une meilleure évaluation des distances, des caractéristiques importantes pour un prédateur. Les pupilles horizontales quant à elles étendraient le champ visuel (vision panoramique), permettant aux animaux de mieux détecter la présence d’un prédateur approchant de différentes directions, ce qui s'avère utile pour une proie,,,.
Cependant, des animaux prédateurs tels que le lion, le tigre ou le loup ont des pupilles circulaires. Les auteurs de certaines études expliquent cela par le fait qu'ils soient plus grands, et qu'ils auraient moins besoin de repères visuels pour trouver de la nourriture. D'autres facteurs explicatifs sont donnés selon les types de pupilles : amélioration de la profondeur de champ, gestion optimale de la lumière,.
D'autres carnivores, comme la mangouste, ont des pupilles horizontales.
La pupille de la seiche est ondulée.
Il existe des animaux qui ne sont pas prédateurs et ont tout de même une pupille verticale, tel que le koala.

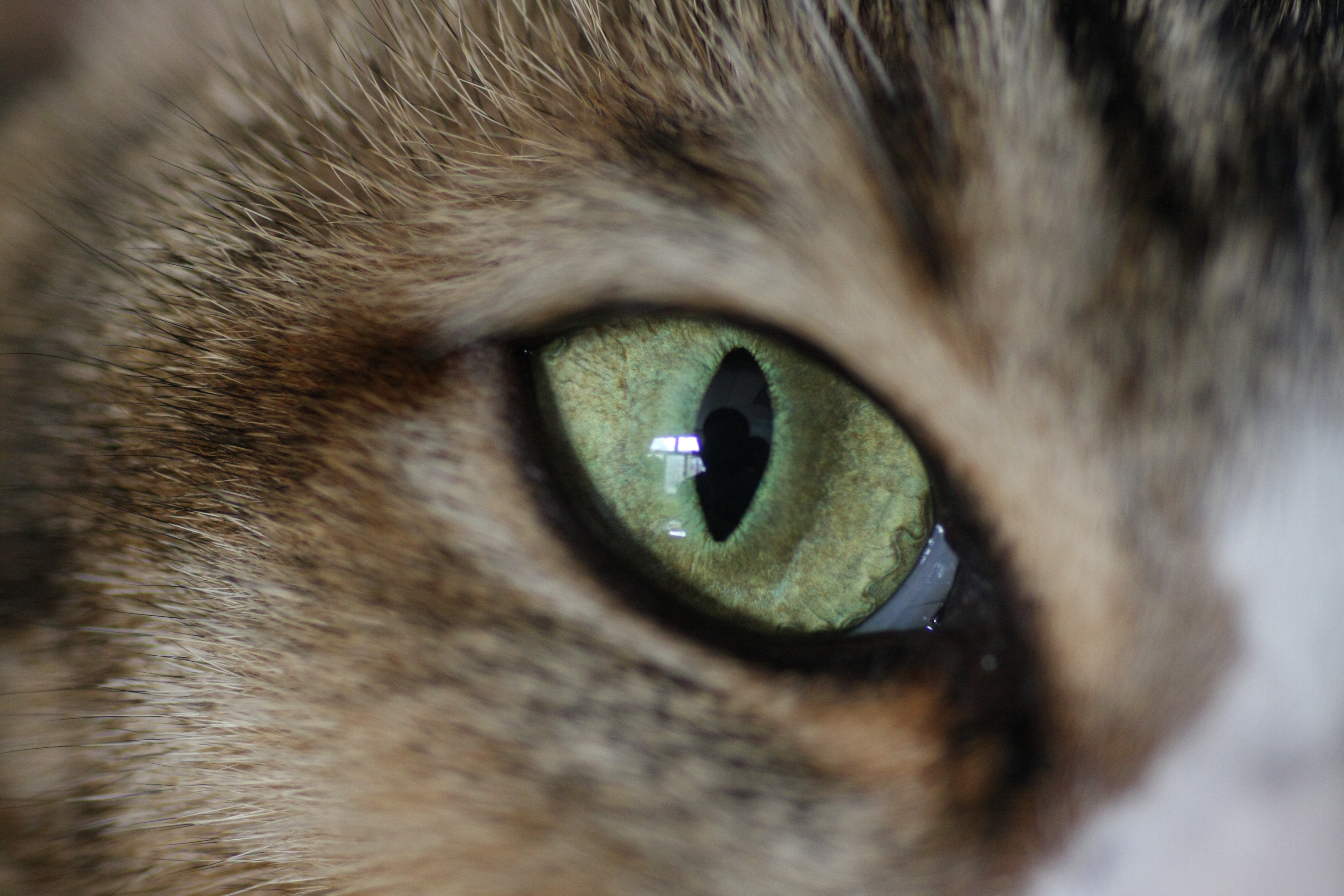
Œil de chat (verticale)
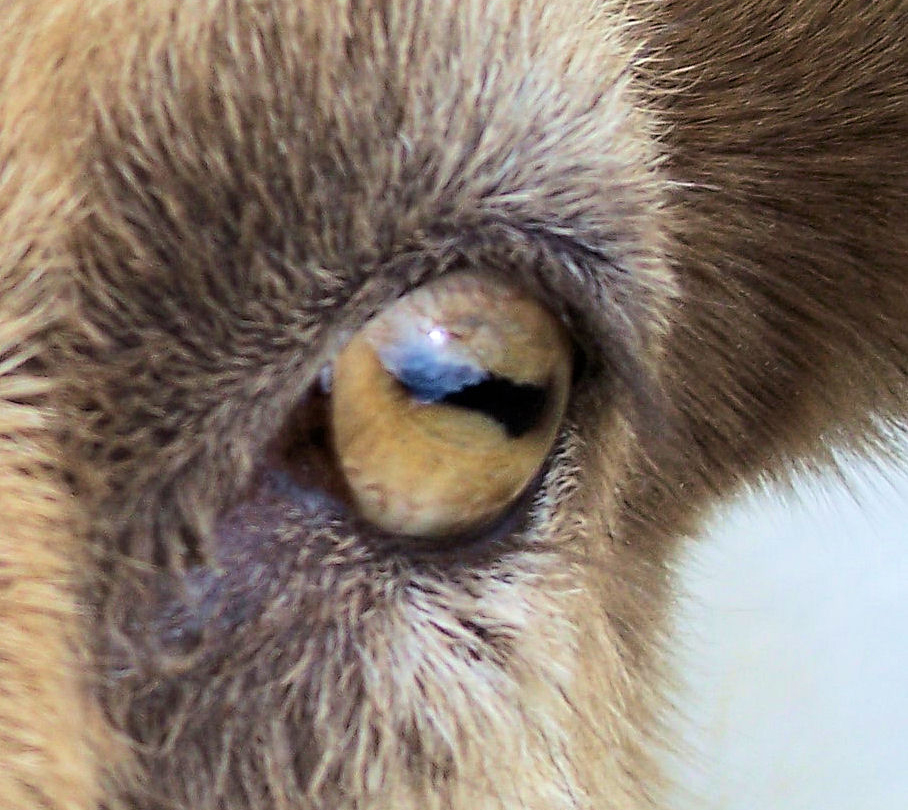
Œil de chèvre (horizontale)
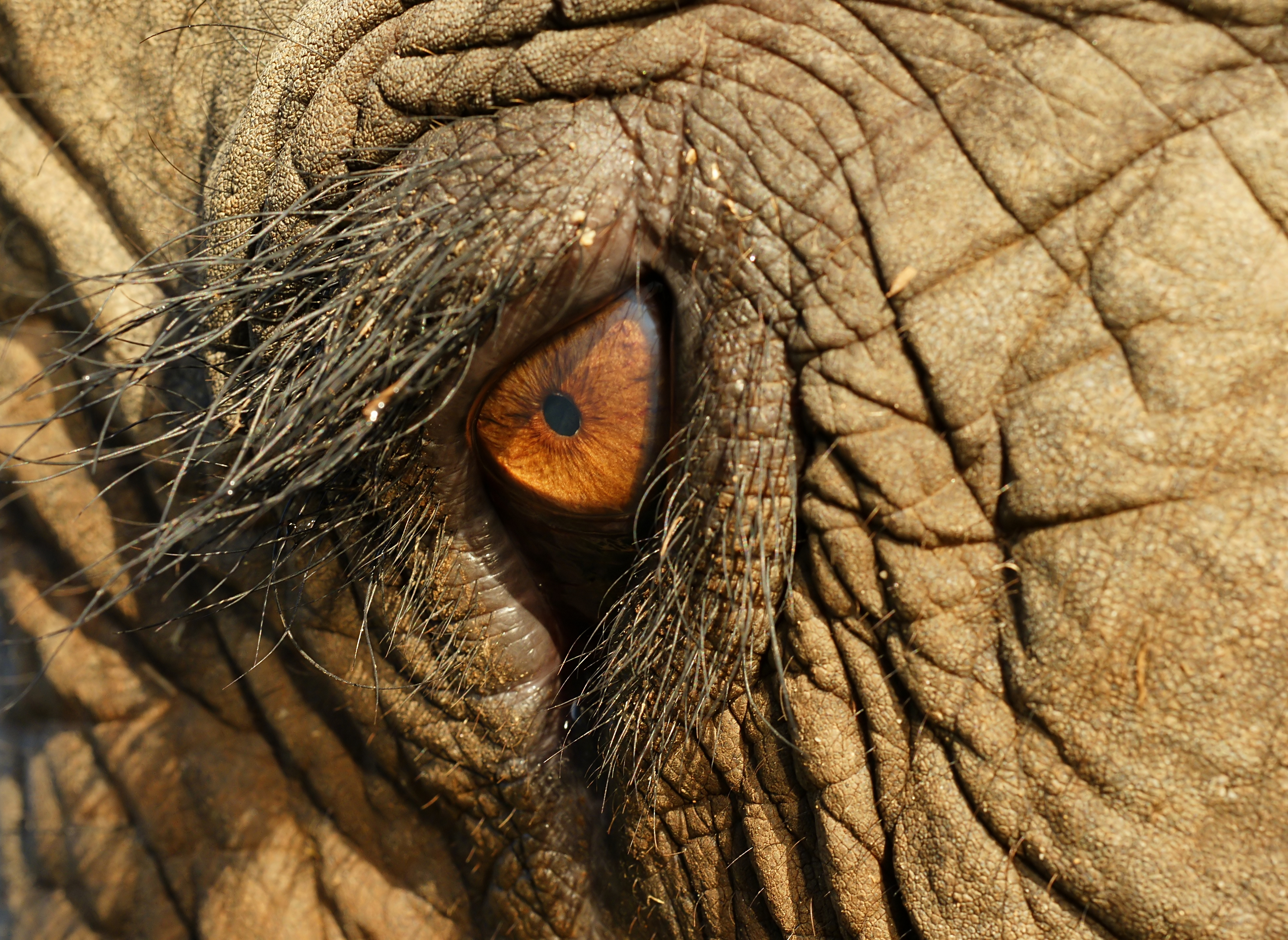
Œil d'éléphant d'Asie (circulaire)
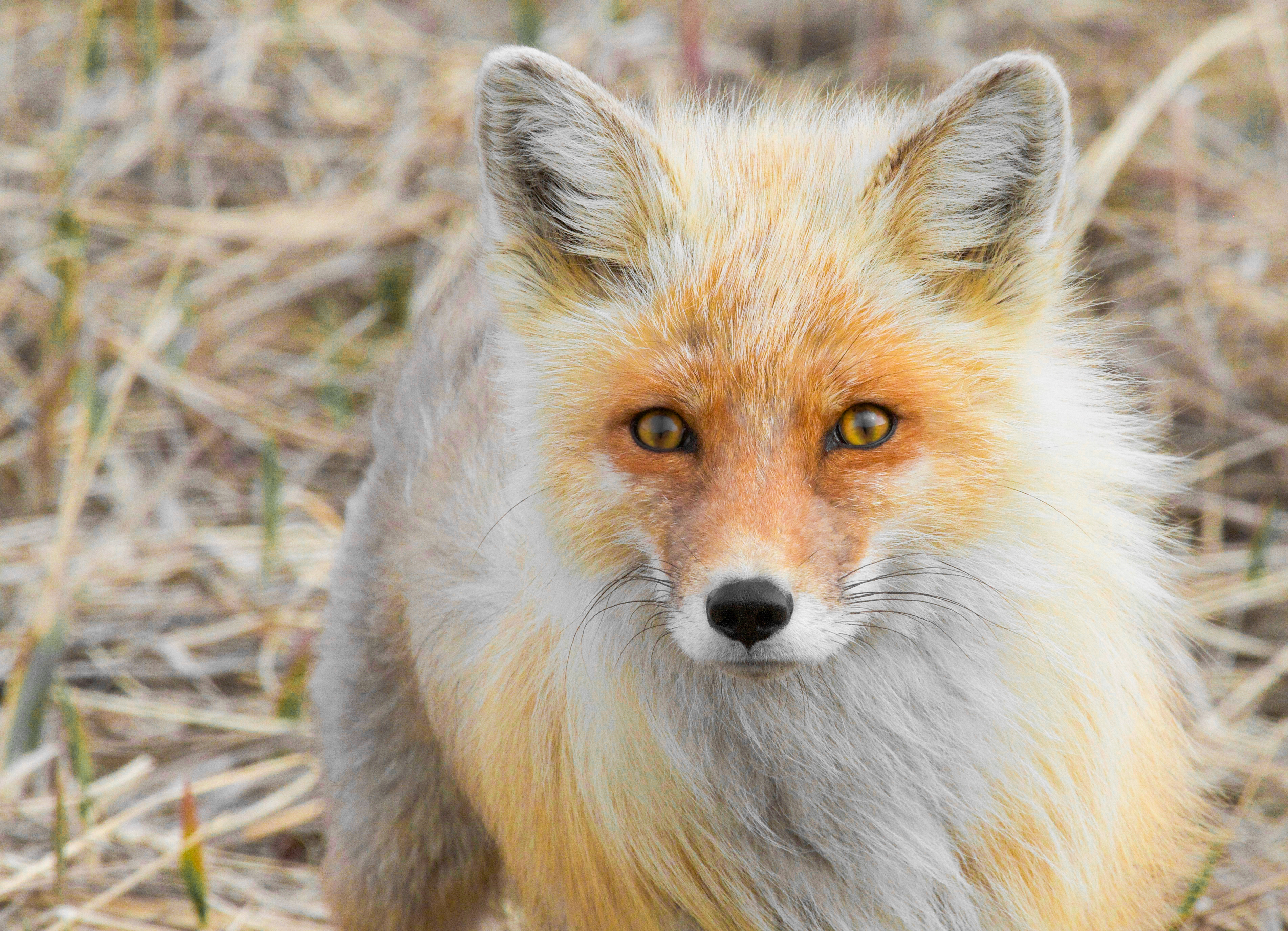
Un renard roux (verticale)
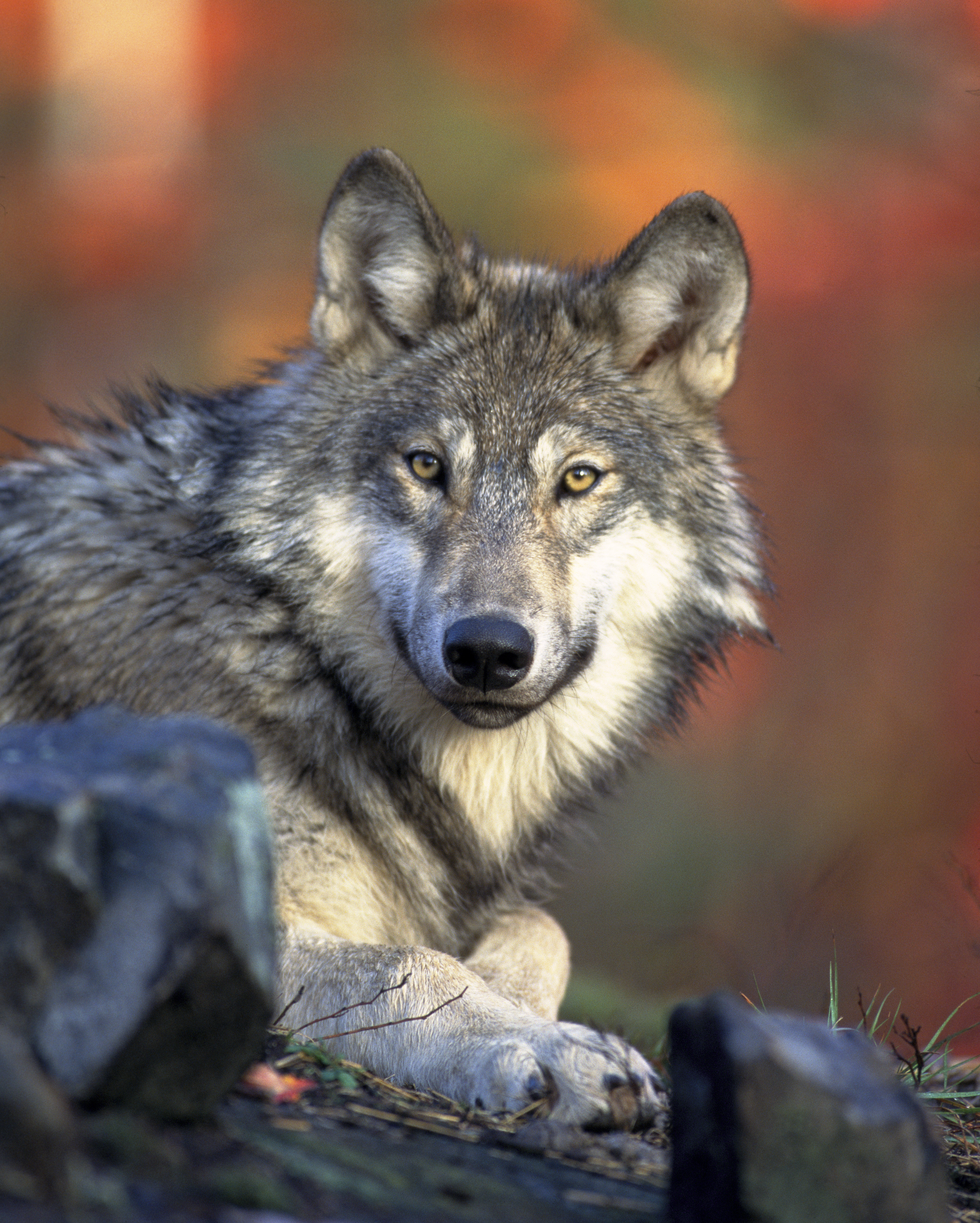
Un loup (circulaire)
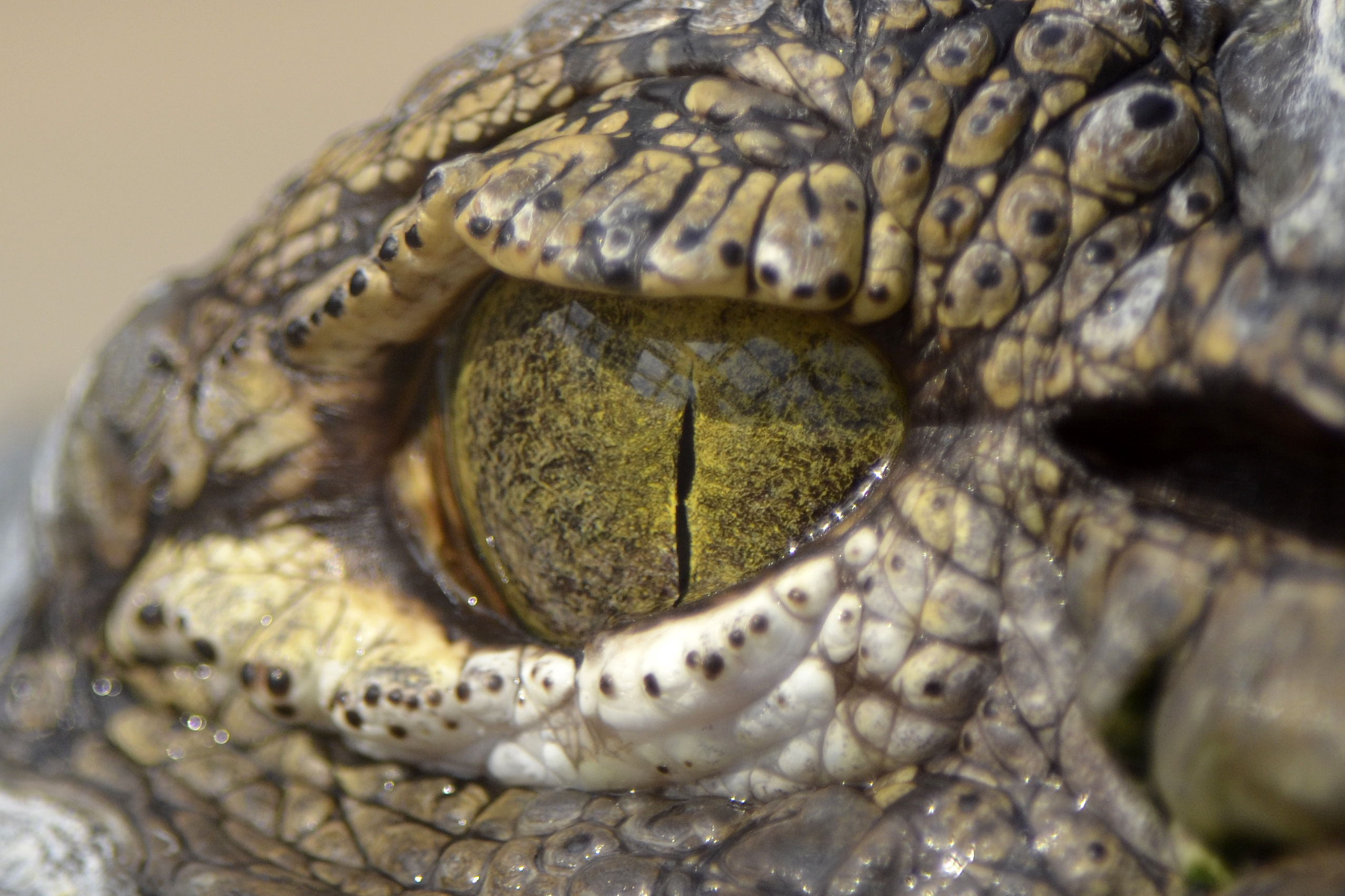
Œil de crocodile (verticale)
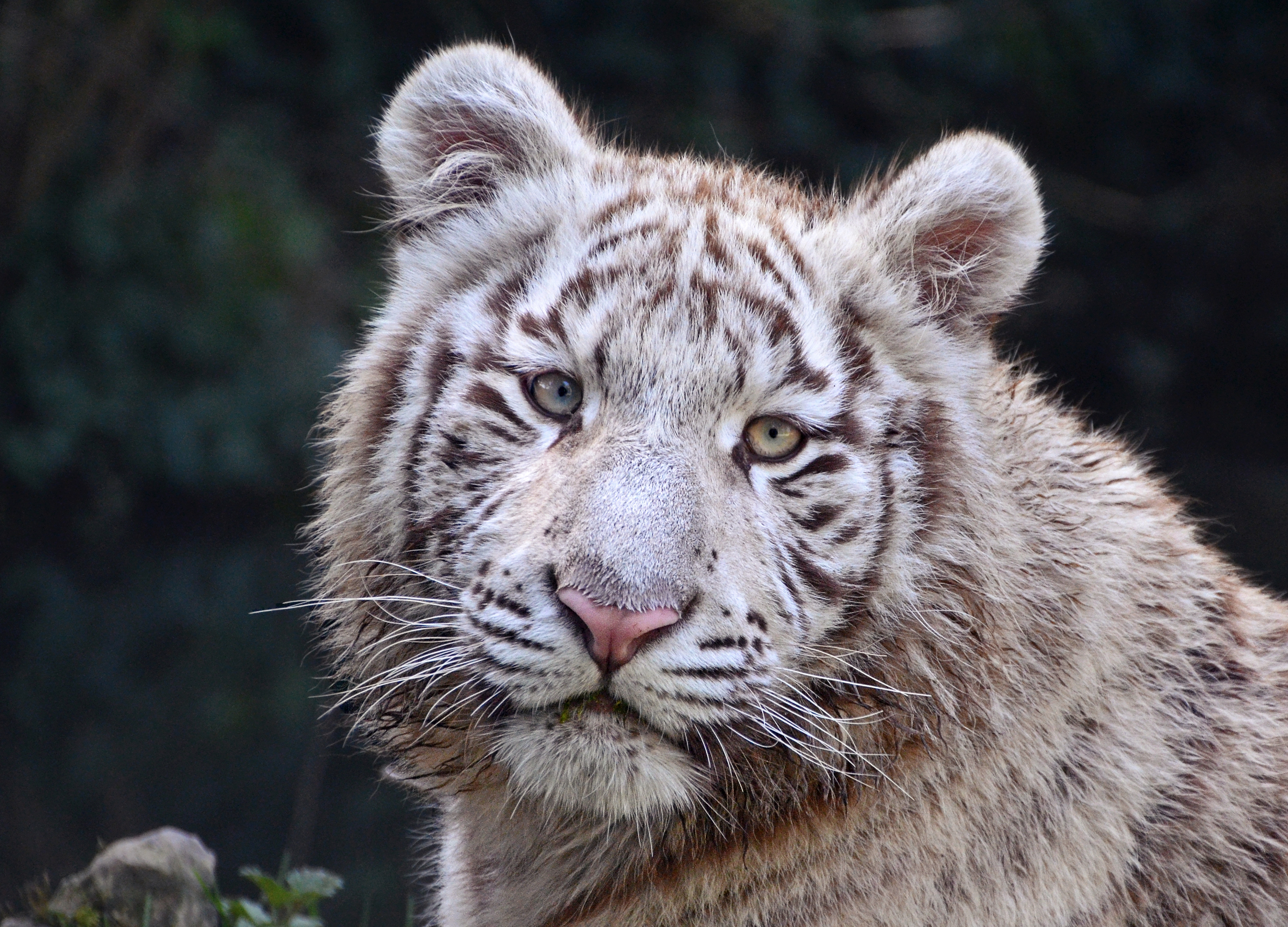
Un tigre blanc (circulaire)
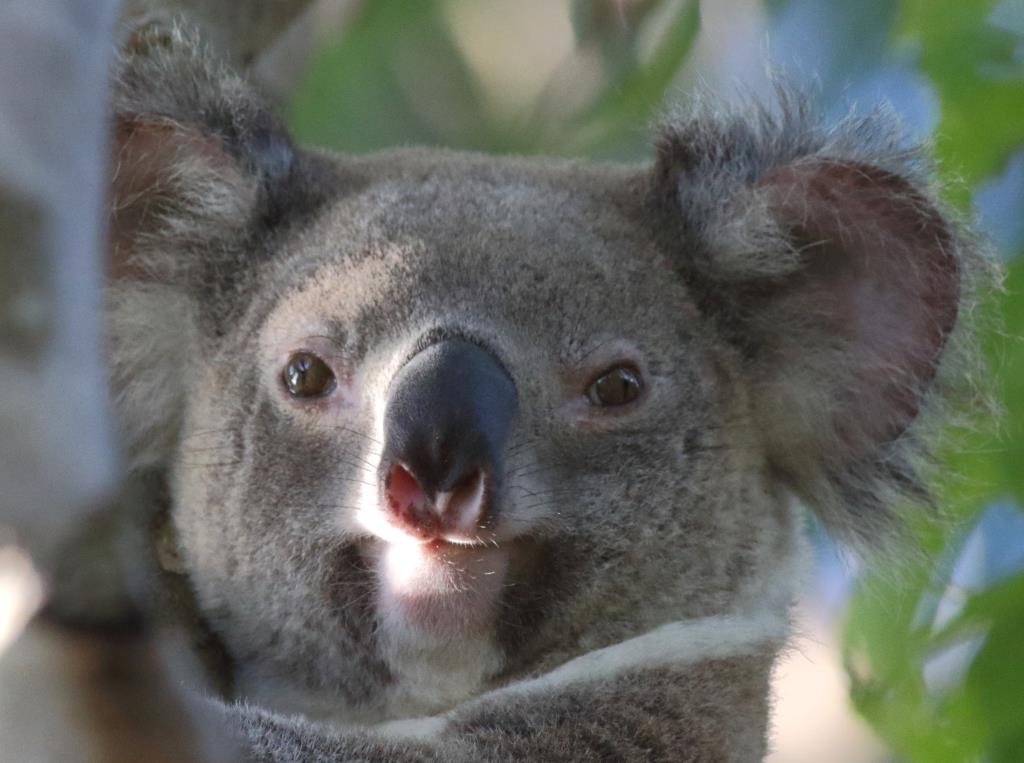
Un koala (verticale).
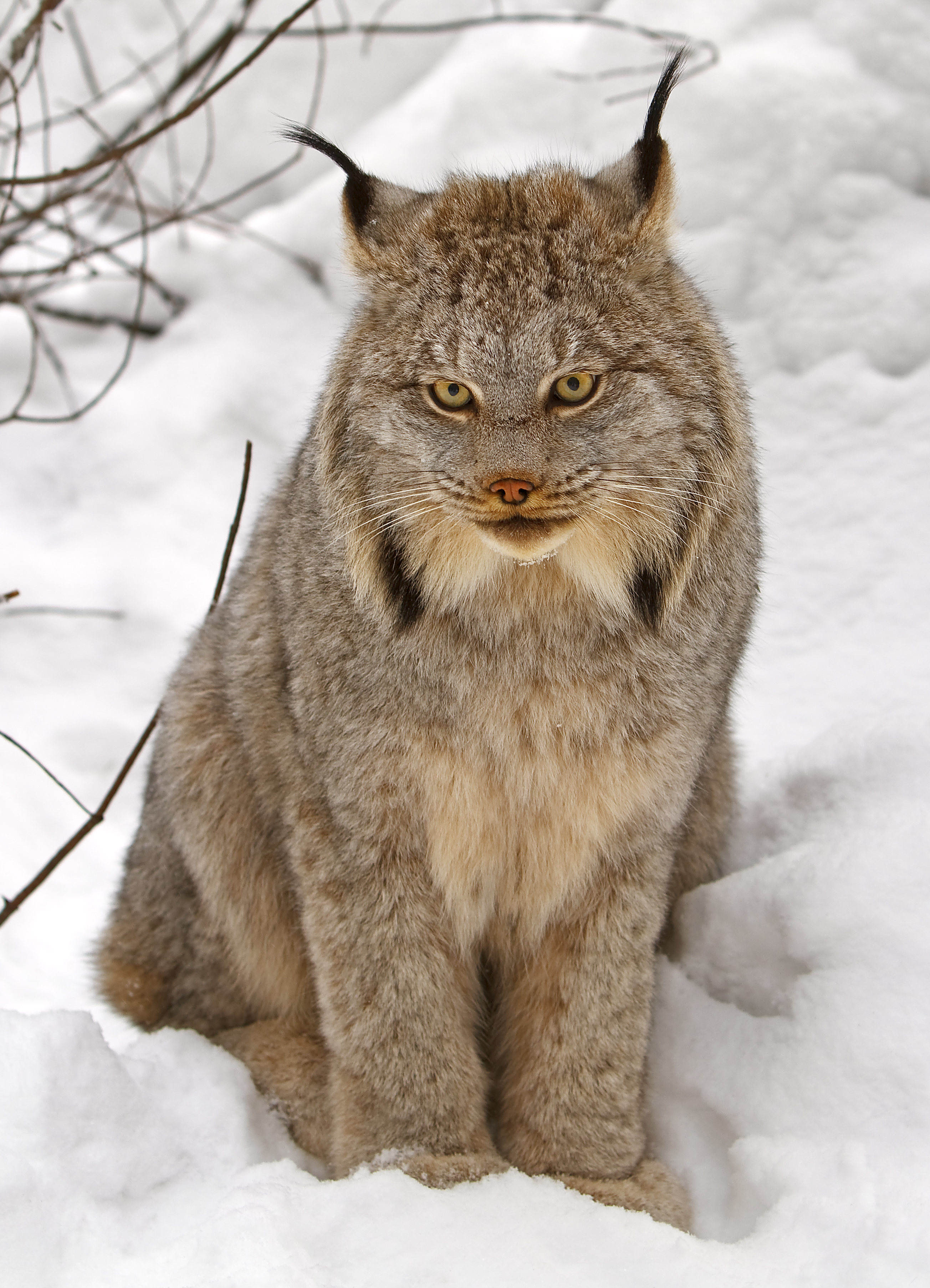
Lynx (ovale/semi-verticale)
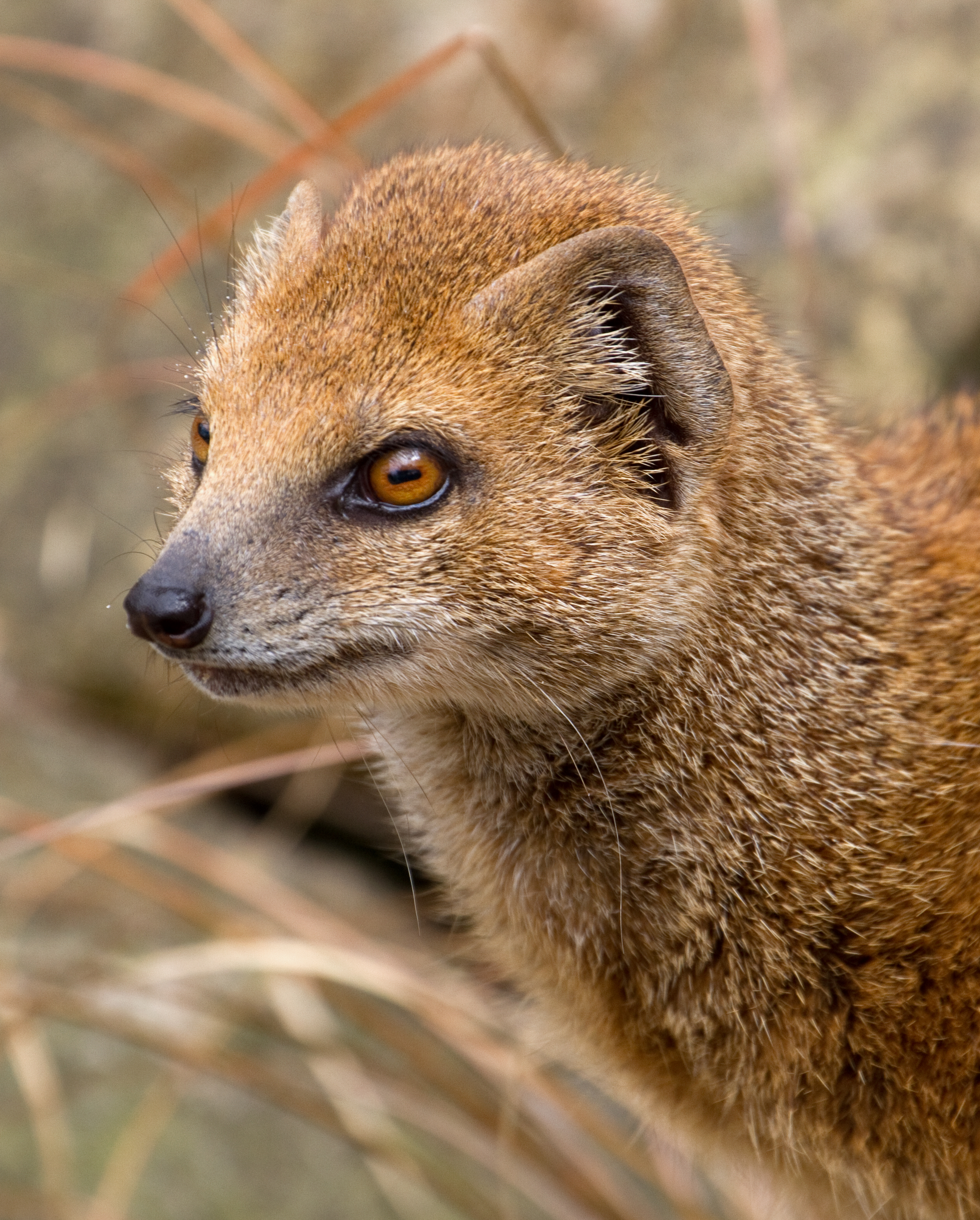
Une mangouste, pupille horizontale

## Applications
- La pupillométrie, mesure du diamètre pupillaire, trouve des utilisations en recherche médicale, notamment comme moyen d'évaluation de la douleur, ainsi que dans le domaine de la publicité.
- Des études[10],[11] ont montré que la taille des pupilles — notamment, mais pas toujours, des pupilles plus dilatées que la normale — joue un rôle dans l'attirance sexuelle entre humains.